# 哈青杨
哈青杨（学名：Populus charbinensis）是杨柳科杨属的植物，为中国的特有植物。分布在中国大陆的黑龙江等地，生长于海拔2,340米的地区，一般生于路边，目前尚未由人工引种栽培。

## 异名
- Populus charbinensis C. Wang et Skv. var. pachydermis C. Wang et S. L. Tung